# Arco de San Martín
El arco de San Martín es una de las puertas de la muralla de la ciudad española de Burgos.

## Descripción

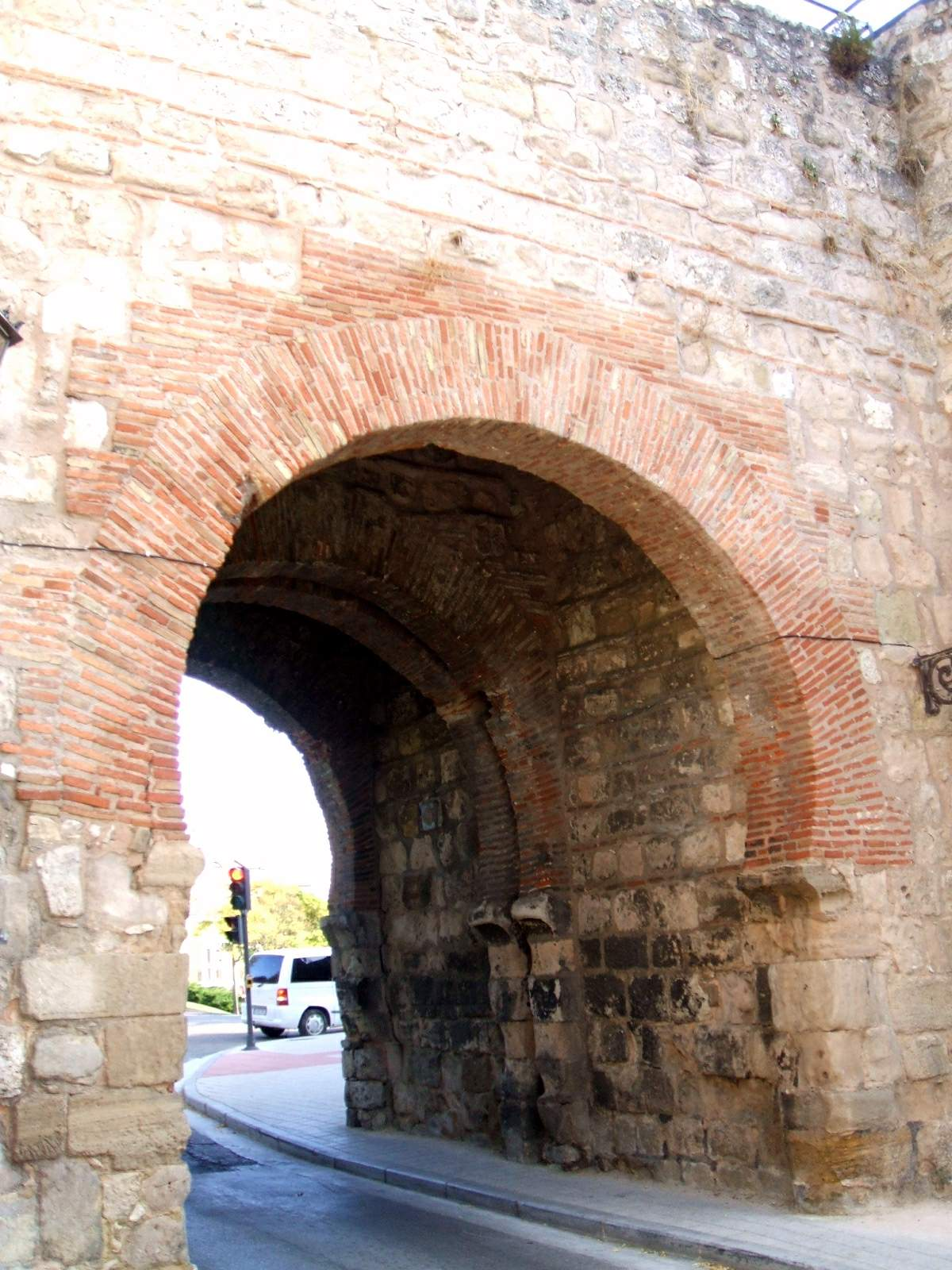
Arcos de herradura

Debe su nombre, «de San Martín», a la iglesia que existía muy cerca de esta entrada y que la tradición supone que fue protegida por Rodrigo Díaz de Vivar, derribada durante la Guerra de la Independencia. Se ubica en el extremo occidental del casco antiguo. De estilo mudéjar, se levanta en la base misma del recuesto que desde allí comienza a subir en rápida pendiente hasta la cumbre del cerro del Castillo. En un plano de la ciudad fechado en 1812, se da a esta entrada el nombre de «Puerta de Reinosa» y así la denominaron también algunos escritores del siglo XVIII.
Se edificó en el siglo XIV, como continuación inmediata del lienzo de muralla y torres que existen en el paseo de los Cubos. Al igual que la puerta de San Esteban, fue construida con materiales de piedra y ladrillo, bien combinados, y a derecha e izquierda se elevan dos robustas torres, abriéndose en el centro del monumento un arco reentrante que da paso a una bóveda bastante alta y profunda que termina en otro de igual carácter mudéjar. En el punto medio de esa galería, se alzan otros dos arcos de herradura, muy unidos, dejando entre ambos el espacio necesario para hacer bajar el peine o cataracta, que se movía por medio de un torno colocado en el piso superior del monumento. En el lado intramuros carece de torres, pero deja ver un portillo de arco semicircular tapiado con piedra, que en otro tiempo permitía subir y bajar a los hombres de armas que prestaban servicio en el adarve.En el interior de la muralla se aprecia una marca horizontal que representa la vara castellana o vara de Burgos, una medida muy extendida y usada en la Edad Media.
Isidro Gil es de la opinión de que, encima de la bóveda de ladrillo y en el espacio que dejan entre sí los dos torreones laterales del arco, se levantaba una torre de planta rectangular, cuyo destino era dar albergue a los soldados encargados de su defensa. En este piso superior, dotado de varios departamentos, con sus ventanales aspillerados, su plataforma, su pretil y sus almenas, se guardaban los engennos o máquinas de guerra (las brigolas y ballestones) y su aspecto marcial de robustez y poderío sería por todos conceptos imponente y magnífico, no solo por su construcción misma sino por la gran altura del repecho en que se hallaba emplazado este monumento.